# Ramela
Ramela ist eine Ortschaft und Gemeinde in Portugal.

## Verwaltung
Ramela ist Sitz einer gleichnamigen Gemeinde (Freguesia) im Kreis (Concelho) von Guarda, im Distrikt Guarda. In der Gemeinde leben 181 Einwohner auf einer Fläche von 10,2 km² (Stand 19. April 2021).
Folgende Ortschaften liegen in der Gemeinde:
- Aldeia Nova
- Aldeia Ruiva
- Dominga Feia
- Ramela
- Serra Borges

## Söhne und Töchter der Gemeinde
- Inês Monteiro (* 1980), Leichtathletin